# سلونچوگلد
سلونچوگلد (به بلغاری: Slunchogled) یک منطقهٔ مسکونی در بلغارستان است که در شهرستان ژبل واقع شده‌است.